# Synthemis primigenia
Synthemis primigenia är en trollsländeart som beskrevs av W. Foerster 1903. Synthemis primigenia ingår i släktet Synthemis och familjen skimmertrollsländor. IUCN kategoriserar arten globalt som livskraftig. Inga underarter finns listade i Catalogue of Life.